# Molly Smitten-Downes
Molly Alice Smitten-Downes, znana tudi kot Molly, angleška pevka, kantavtorica, tekstopiska, * 2. april 1987, Anstey, Leicestershire, Velika Britanija

## Zgodnje življenje
Molly je bila rojena 2. april 1987 v Ansteyju v Leicestershiru, odraščala v Rothleyju in obiskovala samostansko šolo Our Lady's v Loughboroughu. Od osmega leta dalje je začela nastopati na odrskih predstavah. Glasbo je študirala na Leicester College in na Akademiji za sodobno glasbo v Guildfordu v Surreyu.

## Kariera

### 2005–2010
Molly je bila nekaj časa članica britanskega plesno-glasbene skupine Stunt. Leta 2009 se je združila s švedskim producentom, pevcem in tekstopiscem Basshunterjem ter skupaj napisala pesem »I Learn Learn to Love Again«, ki je predstavljena na Basshunterjevem njegovem britanskem albumu Bass Generation.

### 2014: Pesem Evrovizije
3. marca 2014 je BBC objavil, da bo Molly predstavljala Združeno kraljestvo na Evroviziji 2014 s pesmijo »Children of the Universe«. Molly je 1. aprila 2014 podpisala pogodbo z Warner Music UK Njena pesem je bila na voljo z digitalnim prenosom iz iTunesa od 15. aprila dalje. Videospot je bil posnet v Stockholmu na Švedskem z 28-članskim orkestrom v produkciji Andersa Hanssona. Videospot je bil na Youtube objavljen 23. aprila 2014. Molly je veljala za Veliko favoritinjo Evrovizije. V finalu je nastopila kot zadnje ter se uvrstila na 17. mesto s 40 točkami.

### 2014–2015: Po Evroviziji
5. junija 2014 je prišla v javnost novica v kateri je bilo razkrito, da bo Molly 27. junija 2014 nastopila na festivalu Glastonbury. Leta 2015 se je povezala z nemškim DJ-jem in producentom Zwetteom, s katerim sta ustvarili pesem »Rush« ki je izšla pri založbi Spinnin' Records.

## Odlikovanja in nagrade
Molly je bila leta 2012 nagrajena z nagrado Best Urban v kategoriji Pop Act pri Live and Unsigned. leta 2013 pa je prejela nagrado Best Song na podelitvi nagrad Best of British Unsigned Music Awards. 1. novembra 2014 je prejela častno nagrado za svoje glasbene dosežke na Leicester College, kjer je leta 2002 zaključila tečaj za uprizoritvenega glasbenika.

## Diskografija

### Studijski albumi
| Naslov           | Podrobnosti o albumu                                                               |
| ---------------- | ---------------------------------------------------------------------------------- |
| Fly Away with Me | - Objavljeno: 18. decembra 2011 - Glasbena založba: N/A - Format: digitalni prenos |

### Pesmi
| Naslov                               | Leto | Najvišji položaji grafikona | Najvišji položaji grafikona | Najvišji položaji grafikona | Najvišji položaji grafikona | Najvišji položaji grafikona | Najvišji položaji grafikona | Najvišji položaji grafikona | Najvišji položaji grafikona | Album       |
| Naslov                               | Leto | Združeno kraljestvo         | AVT                         | BEL                         | DAN                         | NEM                         | IRS                         | ŠKOTSKA                     | ŠVI                         | Album       |
| ------------------------------------ | ---- | --------------------------- | --------------------------- | --------------------------- | --------------------------- | --------------------------- | --------------------------- | --------------------------- | --------------------------- | ----------- |
| »Beneath the Lights« (z Dream Beats) | 2013 | -                           | -                           | -                           | -                           | -                           | -                           | -                           | -                           | Brez albuma |
| »Children of the Universe«           | 2014 | 23.                         | 63                          | 139                         | 37                          | 94                          | 36                          | 15.                         | 63                          | Brez albuma |
| »Lock Up Your Daughter«              | 2014 | -                           | -                           | -                           | -                           | -                           | -                           | -                           | -                           | Brez albuma |